# Christian Bendayán
Christian Bendayán (Iquitos, 1973) es un pintor, dibujante, grabador y fotógrafo peruano, exponente del arte amazónico. Su estilo artístico está inspirado por el cromatismo de la cultura de Iquitos y la mitología de la Amazonia peruana.
En 2009, Bendayán presentó la exposición Luz, en la Galería Enlace. En febrero de 2012, bajo la curaduría de David Flores-Hora expuso en la Sala Luis Miró Quesada Garland, la muestra El Paraíso del Diablo.
En 2018 el proyecto conjunto con el curador Gustavo Buntinx “Indios antropófagos”, fue ganador del concurso curatorial para el pabellón peruano de la Bienal de Arte de Venecia.

## Premios
- Premio Pasaporte para un Artista — Embajada de Francia en el Perú (2000)[3]
- Premio del Público — Fundación Telefónica (2000)[3]
- Premio Luces — El Comercio (2007)[3]
- Premio Nacional de Cultura (2012)[6]

## Filmografía
- El altar (documental, 2008)[7]